# Fernanda Recht
Fernanda Recht é uma miss e modelo de Santa Catarina que venceu o Miss Brasil Internacional 2018.
Ela venceu aos 27 anos de idade, derrotando outras 13 concorrentes no concurso realizado em setembro de 2018 no Rio de Janeiro.
Dias depois de eleita, constatou-se que, devido a ter passado do idade limite, ela não poderia ir ao Japão representar o Brasil no Miss Internacional 2018. Ela foi então substituída pela vice-Miss Brasil Beleza Internacional, Stephanie Pröglhöf.

## Participação em concursos de beleza
Fernanda foi Miss Criciúma 2014 e no Miss Santa Catarina 2014 levou o prêmio de Miss Elegância.
Depois de vencer em Criciúma, onde trabalhava como balconista numa loja, segundo o Portal Engeplus, "muitas portas se abriram e muitas coisas aconteceram". Tanto que ela saiu do emprego para se dedicar à carreira de modelo. "Fernanda trabalhou como modelo por um ano na Turquia, sete meses na Índia e na Argentina por 60 dias. Além de diversos estados no Brasil", enfatizou o portal.
Em 2018 disputou a coroa de Miss Brasil Internacional no Rio de Janeiro. "O site Engeplus escreveu que ela não esperava vencer. "Existiam meninas de todos os estados do país. Cada uma com seu jeito e sua beleza. Desde o começo, entrei com o foco de ser eu mesma. Minha personalidade deveria contar muito mais e assim fui até o final e conquistei”, ressaltou Fernanda para o portal.
Durante seu reinado, Fernanda continuou trabalhando como modelo e também cumpriu agenda pela organização Miss Brasil Internacional. Numa das atividades, visitou a Biblioteca Parque Estadual, onde interagiu com crianças no projeto Sala de Leitura.